# Кућа Николајевића са апотеком
Кућа Николајевића са апотеком се налази у Азањи (општина Смедеревска Паланка), подигнута је 1928-1929. године и има статус споменика културе. Као једини апотекар у то време у Азањи Александар Николајевић је саградио породичну кућу са апотеком у приземљу. Пројекат је урадио професор Александар Дероко, о чему сведоче сачувани цртежи и писма у породичној архиви.

## Архитектура
Кућа је саграђена у време интензивне обнове српског националног стила у архитектури, тако да представља типичан пример објекта намењеног породичном становању. Александар Дероко је овде применио решење на коме је уочљив јак утицај народног неимарства Поморавља. Кућа је неправилне основе, има подрум, приземље и спрат, са апотеком у делу приземља. Улична фасада је решена степенастим повлачењем маса, тако да је централни, истурени део наглашен улазом у апотеку са великим излозима са обе стране, док је на спрату трем са пет моравских лукова. Архитекта је инсистирао на детаљима попут изгледа фењера, олука, димњака, као и на описима да столарију треба бојити загаситозелено, фасаду прскати жућкасто, а ћерамиду узети „турску“.
Породица Николајевић живела је у овој кући све до одласка у пензију апотекара 1959. године. Променом власника кућа је донекле изменила изглед, пре свега у детаљима и обради фасада.